# Thorecta marginalis
Thorecta marginalis är en svampdjursart som beskrevs av Lendenfeld 1889. Thorecta marginalis ingår i släktet Thorecta och familjen Thorectidae. Inga underarter finns listade i Catalogue of Life.